# Murtal (district)
Het district Murtal (Bezirk Murtal) is een district in de deelstaat Stiermarken in het zuidoosten van Oostenrijk. Het is op 1 januari 2013 ontstaan door de fusie van de districten Judenburg en Knittelfeld. Het district heeft ongeveer 73.000 inwoners en bestaat uit 20 gemeenten. 
Van de 20 gemeenten hebben er vier de status van stadtgemeinde: Judenburg, Knittelfeld, Spielberg en Zeltweg. Zeven zijn er marktgemeinde: Kobenz, Obdach, Pöls-Oberkurzheim, Pölstal, Seckau, Unzmarkt-Frauenburg en Weißkirchen in Steiermark.

## Gemeenten
- Fohnsdorf
- Gaal
- Hohentauern
- Judenburg
- Knittelfeld
- Kobenz
- Obdach
- Pöls-Oberkurzheim
- Pölstal
- Pusterwald
- Sankt Georgen ob Judenburg
- Sankt Lorenzen bei Knittelfeld
- Sankt Marein-Feistritz
- Sankt Margarethen bei Knittelfeld
- Sankt Peter ob Judenburg
- Seckau
- Spielberg bei Knittelfeld
- Unzmarkt-Frauenburg
- Weißkirchen in Steiermark
- Zeltweg